# Phalanthos (Tarente)
Pour les articles homonymes, voir Phalanthos.
 (avril 2015).
 (octobre 2016).
Améliorez-le ou discutez des points à vérifier. 

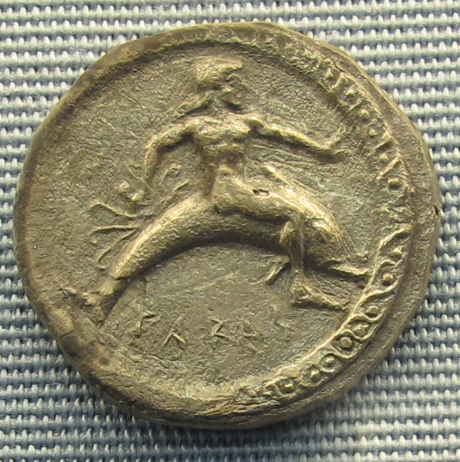
Phalanthos sur un dauphin représenté à l'avers d'une didrachme de Tarente (vers -500 à -473).

Dans la mythologie grecque, Phalanthos (en grec ancien Φάλανθος / Phálanthos) est le fondateur (ou oikiste) mythique de la cité antique de Taras (l'actuelle Tarente).

## Mythe
Phalanthos est un personnage mythologique qui aurait vécu en Grèce au VIIIe siècle av. J.-C.. Plusieurs témoignages ont transmis le récit de Phalanthos, en revanche, ceux-ci connaissent différentes versions.
Selon une première version, il est né hors mariage et de l'union d'un couple de Spartiates durant la guerre messénienne et appartient au groupe des Parthénies, rejetés pour leur illégitimité.
Ceux-ci, élevés à l'écart, développèrent entre eux une forte fraternité. Menés par Phalanthos, ils fomentèrent un complot contre ceux qui les avaient exclus. Trahis et dénoncés par les Hilotes, membres d'une autre communauté d'anciens Lacédémoniens, ils furent chassés et quittèrent la terre de leur enfance.
À la suite de cela, ils allèrent consulter l'oracle de Delphes qui désigna Phalanthos comme le chef des Parthénies et lui indiqua le futur emplacement de la colonie de Tarente.
Pausanias raconte : « Vous voyez donc [...] Phalanthe de Lacédémone, et un peu plus loin un dauphin pour marquer l’aventure arrivée à Phalanthe. Car on dit qu’avant d’aborder en Italie il fit naufrage dans la mer Crissée, et qu’un dauphin le porta jusqu’au rivage. »
L'historien Ergias de Rhodes (ca) évoque principalement le départ en mer de Phalanthos : selon lui, un « Phalanthos » est un chef phénicien qui est représenté comme roi de Ialyssos. Phalanthos est obligé de céder la ville d'Achaia à son adversaire, le grec Iphiclos : il laisse partir Phalanthos et son peuple par la mer, mais lui donne des bateaux sans avirons, sans voiles et sans timon.
Peu avant sa mort, Phalanthos fait la demande que ses cendres soient rapportées à Tarente, lesquelles n'ont pourtant pas été retrouvées. Il est dit que ce geste a assuré la prospérité à la ville par la suite. En mémoire de ce bienfait, les habitants ont décerné à Phalanthos les honneurs divins. 

## Représentations

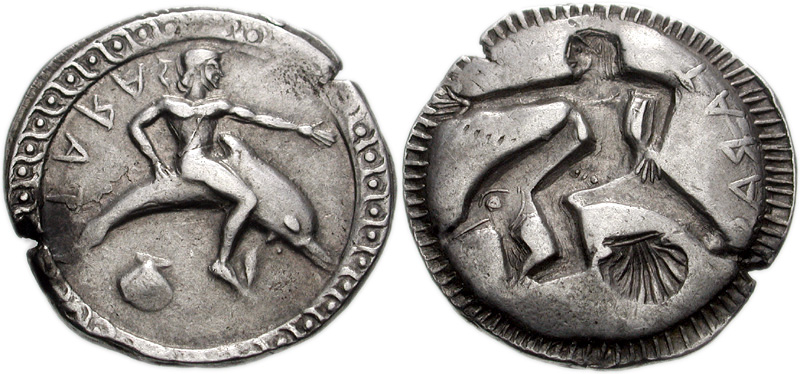
Phalanthos chevauchant un dauphin, Tarente, -510 -500

On retrouve le portrait de Phalanthos chevauchant un dauphin sur les monnaies émises à Tarente.
Il réside une confusion quant à la personne représentée sur ces pièces : certains numismates pensent qu'il s'agit de Taras (fils de Poséidon), d'autres affirment qu'il s'agit de Phalanthos. L'indécision concernant l'identité du personnage vient du fait qu'ils auraient tous deux été sauvés par un dauphin à la suite de leur naufrage. De ce fait, l'évocation de ces deux personnages — Taras et Phalanthos — ne peut se faire séparément : leur mémoire se trouve rassemblée dans ces pièces.

### Sources antiques
- Pausanias, Description de la Grèce [détail des éditions] [lire en ligne] (X, 10, 6-8 ; X, 13, 10).
- Strabon, Géographie [détail des éditions] [lire en ligne] (VI, 3, 2-3) :
  - Antiochos de Syracuse (FGrH 555F13).
  - Éphore de Cumes (FGrH 70F216).